# Den lille skrædder
Den lille skrædder er en dansk kortfilm fra 2001 med instruktion og manuskript af Vibeke Muasya.

## Handling
Denne artikel mangler et handlingsreferat. Hjælp os med at skrive det.